# Большая Кехтога
Большая Кехтога — река в России, протекает в Чухломском районе Костромской области. Левый приток реки Кисть.

## География
Большая Кехтога берёт начало вблизи деревень Семеньково и Борзынино. Течёт на север через леса и впадает в реку Кисть у посёлка Ворваж. Устье реки находится в 9,6 км по левому берегу реки Кисть. Длина реки составляет 11 км.

## Данные водного реестра
По данным государственного водного реестра России относится к Верхневолжскому бассейновому округу, водохозяйственный участок реки — Унжа от истока и до устья, речной подбассейн реки — Бассей притоков Волги ниже Рыбинского водохранилища до впадения Оки. Речной бассейн реки — (Верхняя) Волга до Куйбышевского водохранилища (без бассейна Оки).
По данным геоинформационной системы водохозяйственного районирования территории РФ, подготовленной Федеральным агентством водных ресурсов:
- Код водного объекта в государственном водном реестре — 08010300312110000015068
- Код по гидрологической изученности (ГИ) — 110001506
- Код бассейна — 08.01.03.003
- Номер тома по ГИ — 10
- Выпуск по ГИ — 0